# Prowincja Tuy
Prowincja Tuy – jedna z 45 prowincji w Burkina Faso.
Ma powierzchnię ponad 5,6 tys. km². W 2006 roku mieszkało w niej ponad 224 tysiące ludzi. W 1996 roku na jej terenach zamieszkiwało niespełna 161 tysięcy mieszkańców.